# Walter Cowan
Pour les articles homonymes, voir Paget.
Walter Henry Cowan (11 juin 1871 - 14 février 1956), connu sous le nom de Tich Cowan, est un officier de la Royal Navy qui sert au cours de la Première et de la Seconde Guerre mondiale ; au cours de cette dernière, il est l'un des plus anciens militaires britanniques en service actif.

## Biographie

### Jeunesse
Cowan est né à Crickhowell, dans le Brecknockshire, au Pays de Galles, le 11 juin 1871. Il est le fils aîné de Walter Frederick James Cowan, un officier des Royal Welch Fusiliers. Après la retraite de son père de l'armée britannique, la famille s'installe à Alveston, dans le Warwickshire, où son père devient juge de paix.
Cowan n'est jamais allé à l'école, mais il entre dans la Royal Navy en 1884 sur le navire-écoleHMS Britannia, où il est le camarade de classe du futur amiral David Beatty.

### Début de carrière
En 1886, en tant qu'aspirants, Cowan et Beatty rejoignent le HMS Alexandra, navire amiral de la Mediterranean Fleet (flotte de la Méditerranée). Cowan sert au Bénin et au Nigeria en 1887, tombe malade et est renvoyé chez lui après moins d'un an, mais rejoint plus tard le Alexandra et retourne avec lui en Grande-Bretagne en 1889. Il rejoint alors le HMS Volage dans l'escadron d'entraînement et est commissionné comme sub-lieutenant (sous-lieutenant) en 1890. Il est affecté au HMS Boadicea, navire amiral de la East India Station (station des Indes orientales). En 1892, il est promu lieutenant et devient first lieutenant (premier lieutenant) de la canonnière HMS Redbreast, mais en 1893, il est renvoyé chez lui en raison d'une dysenterie.
En 1894, Cowan est nommé sur le croiseur léger HMS Barrosa au large de l'Afrique de l'Ouest. Pendant cette période, il participe à un certain nombre d'expéditions contre des insurgés autochtones et arabes. En 1898, il est nommé sur le destroyer HMS Boxer en Méditerranée, mais n'y reste que six mois avant de se voir confier le commandement de la canonnière du Nil HMS Sultan. Il participe à la guerre des mahdistes, notamment à la bataille d'Atbara et à la bataille d'Omdurman. Il commande ensuite l'ensemble de la flottille de canonnières du Nil lors de l'incident de Fashoda et reçoit la Distinguished Service Order (Ordre du service distingué) pour ces actions.
Cowan participe ensuite à la deuxième guerre des Boers, agissant comme aide de camp de Lord Kitchener, puis de Lord Roberts.
De retour en Angleterre en 1901, Cowan est nommé premier lieutenant du cuirassé HMS Prince George. En juin 1901, il est promu commandant à l'âge précoce de trente ans, et en mai de l'année suivante, il est nommé sur le cuirassé HMS Resolution, navire de garde-côtes à Holyhead. Il prend ensuite le commandement du destroyer HMS Falcon et agit comme commandant en second de la flottille de destroyers de Devonport sous les ordres de Roger Keyes, qui développe alors de nouvelles tactiques de destroyer. Ils deviennent de bons amis. Cowan commande plusieurs autres destroyers, acquérant une grande réputation en tant que capitaine de destroyer, puis succède à Keyes au commandement de la flottille. En 1904, il est nommé membre de l'Ordre royal de Victoria. En 1905, il prend le commandement du HMS Skirmisher et est promu capitaine en 1906. Il est transféré sur le croiseur HMS Sapphire en 1907 et en 1908, il prend le commandement de tous les destroyers de la Channel Fleet (flotte de la Manche). En 1909, il est transféré à la troisième division de la Home Fleet avec le commandement du noyau de l'équipage du Cressy, et en 1910, il devient capitaine du nouveau croiseur léger HMS Gloucester. En 1912, Cowan devient l'assistant de John de Robeck, qui est alors amiral des patrouilles.

### La Première Guerre mondiale
En 1914, peu avant le début de la Première Guerre mondiale, Cowan se voit confier le commandement du vieux pré-dreadnought HMS Zealandia. Six mois plus tard, il prend le commandement du HMS Princess Royal de 26 270 tonnes, en tant que Flag captain (capitaine de pavillon) d'Osmond Brock. Il le commande lors de la bataille du Jutland, où il est gravement endommagé. Il est nommé Compagnon de l'Ordre du Bain en 1916.
En juin 1917, Cowan est nommé commodore du 1er Escadron de croiseurs légers, qu'il dirige lors de la deuxième bataille de Heligoland le 17 novembre 1917. En 1918, il est promu rear admiral (contre-amiral) et reste à la tête de l'escadron.

### La Baltique
En janvier 1919, la 1re escadre de croiseurs légers est envoyée en mer Baltique. La mission de Cowan est de maintenir les voies maritimes ouvertes aux nouvelles républiques de Finlande, de Lettonie, d'Estonie et de Lituanie, qui sont menacées d'être envahies par la Russie soviétique. Le soutien de l'escadron leur permet d'assurer leur liberté. Au cours de cette campagne, les vedettes côtières attachées au commandement de Cowan coulent un cuirassé bolchevique et un croiseur à la base navale de Kronstadt. Augustus Agar reçoit la Victoria Cross pour son rôle dans ces événements. Andrew Browne Cunningham, qui devient plus tard le principal amiral britannique de la Seconde Guerre mondiale, commande les destroyers de Cowan dans cette campagne. La diplomatie énergique de Cowan assure le succès de la mission, ce qui lui vaut d'être élevé au rang de Chevalier Commandeur de l'Ordre du Bain en 1919 et d'être créé baronnet, " de la Baltique ", dans les honneurs du Nouvel An de 1921,. Il reçoit la Croix de la Liberté (VR I/1) d'Estonie.

### L'entre-deux-guerres
En 1921, Cowan est nommé au commandement de l'escadron des croiseurs de bataille, battant pavillon du HMS Hood. Il est au chômage de 1923 à 1925, bien qu'il ait été promu vice-amiral en 1923. En 1925, il est nommé commandant en chef de la côte de l'Écosse et  en 1926, commandant en chef de la North America and West Indies Station (station de l'Amérique et des Antilles), occupant ce commandement jusqu'en 1928. Il est promu amiral en 1927. Sa dernière nomination est celle de premier et principal aide de camp naval du roi en 1930. Il prend sa retraite en 1931.

### Seconde Guerre mondiale
Pendant la Seconde Guerre mondiale, Cowan se voit confier un poste par son vieil ami Roger Keyes, alors à la tête des Commandos. Cowan accepte volontairement le rang inférieur de commandant et se rend en Écosse en 1941 pour former le nouveau corps d'armée au maniement des petites embarcations. Il parvient à se faire envoyer sur le théâtre d'opérations nord-africain avec les Commandos. Peu après son arrivée, il participe à la deuxième bataille de Mechili en avril 1941.
En mai 1941, alors qu'il est âgé de 72 ans, Cowan prend part à deux raids maritimes avortés avec le Commando n° 8 (Guards). Il s'agit d'une expédition le long de la côte nord-égyptienne et de la Cyrénaïque à bord du HMS Aphis, une canonnière fluviale de la China station (station chinoise) dont la vitesse maximale est de 12 nœuds. Les expéditions sont attaquées à plusieurs reprises depuis les airs pendant plusieurs jours par les forces de l'Axe avant d'être contraintes d'abandonner l'entreprise à la deuxième tentative en raison des dommages causés par le combat au mécanisme de gouvernail du navire, qui le limite à tourner en rond de façon répétitive. Pendant les attaques incessantes, avec des dizaines de bombes qui éclaboussent la mer autour du navire, Cowan (dont les commandos pensent qu'il recherche une mort héroïque au combat) est régulièrement vu sur le pont en train de tirer sur les avions hostiles qui arrivent avec un Tommy Gun.
Cowan participe également à la bataille de Bir Hakeim, où, après s'être attaché au 18e King Edward VII's Own Cavalry indien, il est capturé le 27 mai 1942, après avoir combattu seul un équipage de chars italiens armé d'un seul revolver. Il est rapatrié en 1943 dans le cadre d'un accord avec l'Italie selon lequel quelque 800 marins italiens de la Red Sea Flotilla (flottille de la mer Rouge) internés en Arabie saoudite neutre sont échangés contre un nombre similaire de prisonniers de guerre britanniques. Une caractéristique inhabituelle est qu'il n'y a aucune stipulation concernant les activités futures des hommes et qu'ils sont libres de retourner au combat. Cowan rejoint donc les commandos et retourne au combat en Italie en 1944. Il reçoit une barrette à son Distinguished Service Order pour " sa bravoure, sa détermination et son dévouement sans faille en tant qu'officier de liaison avec les commandos lors de l'attaque et de la capture du Mont Ornito, en Italie, et lors des attaques sur les îles de Solta, Mljet et Brač dans l'Adriatique, toutes ces opérations ayant été menées sous le feu très nourri de l'ennemi ".
Cowan prend une nouvelle fois sa retraite en 1945. Après la guerre, il est invité à devenir le colonel honoraire du 18e King Edward's Own Cavalry, et se rend en Inde pour recevoir ce poste, qu'il considère comme le plus important qu'il ait atteint dans sa vaste carrière militaire

### Mort et hommage

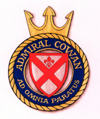
Écusson du navire estonien Admiral Cowan (M313)

Cowan meurt le 14 février 1956, dans sa 85e année. La baronnie Cowan s'éteint à sa mort.
En 2007, la marine estonienne baptise un chasseur de mines de fabrication britannique de la classe Sandown, le Admiral Cowan (M313), dont le blason est inspiré des armoiries familiales de Cowan. Des mémoriaux situés dans la capitale estonienne Tallinn, dans la capitale lettone Riga et dans la cathédrale de Portsmouth commémorent les 110 hommes de la Royal Navy et de la Royal Air Force tués lors des combats de la Baltique en 1919.

## Distinctions honorifiques

### Décorations britanniques
- - Chevalier Commandeur de l'Ordre du Bain

- - Compagnon de l'Ordre du Service distingué (Distinguished Service Order) avec barettes

- - Membre de l'Ordre royal de Victoria

- Citation militaire britannique (3 fois)

### Décorations étrangères
- - Croix de la Liberté [VR I/1] (Estonie)